# El Fardou Ben Nabouhane
El Fardou Mohamed Ben Nabouhane, meglio noto semplicemente come El Fardou Ben (Passamainty, 10 giugno 1989), è un calciatore francese naturalizzato comoriano, attaccante della nazionale comoriana, attualmente svincolato.
È con 83 reti il miglior marcatore straniero nella storia della Stella Rossa.

## Caratteristiche tecniche
Esterno mancino, veloce e intelligente tatticamente, in grado di agire da seconda punta, mezz'ala o trequartista largo a destra.

## Carriera

### Club
Nel 2015 passa a parametro zero all'Olympiacos. Durante la preparazione atletica subisce un grave infortunio al ginocchio che lo relega ai margini del progetto tecnico della rosa allenata da Marco Silva. Il 29 dicembre passa in prestito per sei mesi al Levadeiakos. Il 12 gennaio 2018 firma un contratto di due anni e mezzo con la Stella Rossa da circa un milione di euro a stagione. Mette a segno 8 reti e 6 assist in 14 presenze, vincendo il campionato.
Il 29 agosto 2018 mette a segno una doppietta contro il Salisburgo (2-2 il finale) in una gara di accesso alla fase finale della Champions League, che - in virtù dello 0-0 ottenuto all'andata a Belgrado - sancisce il ritorno dei serbi nella fase a girone della competizione dopo 27 anni di assenza.
Il 16 gennaio 2023 lascia dopo cinque stagioni i serbi, venendo tesserato dall'APOEL.

### Nazionale
Esordisce in nazionale il 5 marzo 2014 contro il Burkina Faso in amichevole. Il 24 marzo 2016 segna una rete decisiva contro il Botswana (1-0), incontro valido per le qualificazioni alla Coppa d'Africa 2017; per la selezione delle Comore si tratta di una vittoria storica, la prima in assoluto in un incontro ufficiale.
Il 3 settembre 2021 segna una tripletta contro le Seychelles (7-1). È con 19 reti segnate, il miglior marcatore della nazionale comoriana.

## Statistiche

### Presenze e reti nei club
Statistiche aggiornate al 14 giugno 2025.
| Stagione            | Squadra             | Campionato          | Campionato | Campionato | Coppe nazionali | Coppe nazionali | Coppe nazionali | Coppe continentali | Coppe continentali | Coppe continentali | Altre coppe | Altre coppe | Altre coppe | Totale | Totale | Totale |
| Stagione            | Squadra             | Comp                | Pres       | Reti       | Comp            | Pres            | Reti            | Comp               | Pres               | Reti               | Comp        | Pres        | Reti        | Pres   | Reti   |        |
| ------------------- | ------------------- | ------------------- | ---------- | ---------- | --------------- | --------------- | --------------- | ------------------ | ------------------ | ------------------ | ----------- | ----------- | ----------- | ------ | ------ | ------ |
| 2007-2008           | Le Havre 2          | CFA                 | 10         | 3          | -               | -               | -               | -                  | -                  | -                  | -           | -           | -           | 10     | 3      |        |
| 2008-2009           | Le Havre 2          | CFA                 | 25         | 3          | -               | -               | -               | -                  | -                  | -                  | -           | -           | -           | 25     | 3      |        |
| 2009-2010           | Le Havre 2          | CFA                 | 29         | 11         | -               | -               | -               | -                  | -                  | -                  | -           | -           | -           | 29     | 11     |        |
| Totale Le Havre 2   | Totale Le Havre 2   | Totale Le Havre 2   | 64         | 17         |                 | -               | -               |                    | -                  | -                  |             | -           | -           | 64     | 17     |        |
| 2007-2008           | Le Havre            | L2                  | 2          | 0          | CF+CdL          | 0               | 0               | -                  | -                  | -                  | -           | -           | -           | 2      | 0      |        |
| 2008-2009           | Le Havre            | L1                  | 5          | 0          | CF+CdL          | 1+1             | 0+1             | -                  | -                  | -                  | -           | -           | -           | 7      | 1      |        |
| 2009-2010           | Le Havre            | L2                  | 1          | 0          | CF+CdL          | 0               | 0               | -                  | -                  | -                  | -           | -           | -           | 1      | 0      |        |
| Totale Le Havre     | Totale Le Havre     | Totale Le Havre     | 8          | 0          |                 | 2               | 1               |                    | -                  | -                  |             | -           | -           | 10     | 1      |        |
| 2010-2011           | Vannes              | L2                  | 24         | 3          | CF+CdL          | 0+2             | 0               | -                  | -                  | -                  | -           | -           | -           | 26     | 3      |        |
| 2011-2012           | Vannes              | CN                  | 35         | 11         | CF+CdL          | 1+2             | 1+0             | -                  | -                  | -                  | -           | -           | -           | 38     | 12     |        |
| 2012-2013           | Vannes              | CN                  | 33         | 8          | CF+CdL          | 0               | 0               | -                  | -                  | -                  | -           | -           | -           | 33     | 8      |        |
| Totale Vannes       | Totale Vannes       | Totale Vannes       | 92         | 22         |                 | 5               | 1               |                    | -                  | -                  |             | -           | -           | 97     | 23     |        |
| 2013-2014           | GAS Veria           | SL                  | 33         | 15         | CG              | 1               | 0               | -                  | -                  | -                  | -           | -           | -           | 34     | 15     |        |
| 2014-2015           | GAS Veria           | SL                  | 28         | 10         | CG              | 2               | 0               | -                  | -                  | -                  | -           | -           | -           | 30     | 10     |        |
| Totale Veria        | Totale Veria        | Totale Veria        | 61         | 25         |                 | 3               | 0               |                    | -                  | -                  |             | -           | -           | 64     | 25     |        |
| 2015-gen. 2016      | Olympiacos          | SL                  | 0          | 0          | CG              | 0               | 0               | UCL                | 0                  | 0                  | -           | -           | -           | 0      | 0      |        |
| gen.-giu. 2016      | Levadeiakos         | SL                  | 12         | 2          | CG              | 2               | 0               | -                  | -                  | -                  | -           | -           | -           | 14     | 2      |        |
| 2016-2017           | Paniōnios           | SL                  | 28+6       | 9          | CG              | 2               | 0               | -                  | -                  | -                  | -           | -           | -           | 36     | 9      |        |
| 2017-gen. 2018      | Olympiacos          | SL                  | 2          | 0          | CG              | 2               | 0               | UCL                | 6                  | 2                  | -           | -           | -           | 10     | 2      |        |
| Totale Olympiakos   | Totale Olympiakos   | Totale Olympiakos   | 2          | 0          |                 | 2               | 0               |                    | 6                  | 2                  |             | -           | -           | 10     | 2      |        |
| gen.-giu. 2018      | Stella Rossa        | SL                  | 14         | 8          | CS              | 0               | 0               | UEL                | 2                  | 0                  | -           | -           | -           | 16     | 8      |        |
| 2018-2019           | Stella Rossa        | SL                  | 24         | 17         | CS              | 4               | 1               | UCL                | 14                 | 7                  | -           | -           | -           | 42     | 25     |        |
| 2019-2020           | Stella Rossa        | SL                  | 21         | 13         | CS              | 2               | 1               | UCL                | 6                  | 0                  | -           | -           | -           | 29     | 14     |        |
| 2020-2021           | Stella Rossa        | SL                  | 29         | 12         | CS              | 2               | 0               | UCL+UEL            | 2+9                | 3+3                | -           | -           | -           | 42     | 18     |        |
| 2021-2022           | Stella Rossa        | SL                  | 33         | 13         | CS              | 5               | 1               | UCL+UEL            | 4+10               | 0+2                | -           | -           | -           | 52     | 16     |        |
| 2022-gen. 2023      | Stella Rossa        | SL                  | 11         | 2          | CS              | 0               | 0               | UCL+UEL            | 2+2                | 0                  | -           | -           | -           | 15     | 2      |        |
| Totale Stella Rossa | Totale Stella Rossa | Totale Stella Rossa | 132        | 65         |                 | 13              | 3               |                    | 51                 | 15                 |             | -           | -           | 196    | 83     |        |
| gen.-giu. 2023      | APOEL               | A                   | 6+6        | 2          | CC              | 1               | 0               | UECL               | -                  | -                  | -           | -           | -           | 13     | 2      |        |
| 2023-2024           | APOEL               | A                   | 0          | 0          | CC              | 0               | 0               | UECL               | 0                  | 0                  | -           | -           | -           | 0      | 0      |        |
| Totale APOEL        | Totale APOEL        | Totale APOEL        | 12         | 2          |                 | 1               | 0               |                    | 0                  | 0                  |             | -           | -           | 13     | 2      |        |
| 2024-2025           | Železničar Pančevo  | SL                  | 5          | 0          | KS              | 0               | 0               | -                  | -                  | -                  | -           | -           | -           | 5      | 0      |        |
| Totale carriera     | Totale carriera     | Totale carriera     | 422        | 142        |                 | 30              | 5               |                    | 57                 | 17                 |             | -           | -           | 509    | 164    |        |

### Cronologia di presenze e reti in nazionale
| Cronologia completa delle presenze e delle reti in nazionale ― Comore | Cronologia completa delle presenze e delle reti in nazionale ― Comore | Cronologia completa delle presenze e delle reti in nazionale ― Comore | Cronologia completa delle presenze e delle reti in nazionale ― Comore | Cronologia completa delle presenze e delle reti in nazionale ― Comore | Cronologia completa delle presenze e delle reti in nazionale ― Comore | Cronologia completa delle presenze e delle reti in nazionale ― Comore | Cronologia completa delle presenze e delle reti in nazionale ― Comore |
| Data                                                                  | Città                                                                 | In casa                                                               | Risultato                                                             | Ospiti                                                                | Competizione                                                          | Reti                                                                  | Note                                                                  |
| --------------------------------------------------------------------- | --------------------------------------------------------------------- | --------------------------------------------------------------------- | --------------------------------------------------------------------- | --------------------------------------------------------------------- | --------------------------------------------------------------------- | --------------------------------------------------------------------- | --------------------------------------------------------------------- |
| 5-3-2014                                                              | Martigues                                                             | Burkina Faso                                                          | 1 – 1                                                                 | Comore                                                                | Amichevole                                                            | -                                                                     |                                                                       |
| 18-5-2014                                                             | Nairobi                                                               | Kenya                                                                 | 1 – 0                                                                 | Comore                                                                | Qual. Coppa d'Africa 2015                                             | -                                                                     |                                                                       |
| 30-5-2014                                                             | Moroni                                                                | Comore                                                                | 1 – 1                                                                 | Kenya                                                                 | Qual. Coppa d'Africa 2015                                             | -                                                                     |                                                                       |
| 24-3-2016                                                             | Mitsamiouli                                                           | Comore                                                                | 1 – 0                                                                 | Botswana                                                              | Qual. Coppa d'Africa 2017                                             | 1                                                                     |                                                                       |
| 27-3-2016                                                             | Francistown                                                           | Botswana                                                              | 2 – 1                                                                 | Comore                                                                | Qual. Coppa d'Africa 2017                                             | -                                                                     | 90’                                                                   |
| 5-6-2016                                                              | Moroni                                                                | Comore                                                                | 0 – 1                                                                 | Burkina Faso                                                          | Qual. Coppa d'Africa 2017                                             | -                                                                     | 85’                                                                   |
| 4-9-2016                                                              | Kampala                                                               | Uganda                                                                | 1 – 0                                                                 | Comore                                                                | Qual. Coppa d'Africa 2017                                             | -                                                                     |                                                                       |
| 11-11-2016                                                            | Tunisi                                                                | Togo                                                                  | 2 – 2                                                                 | Comore                                                                | Amichevole                                                            | 2                                                                     | 65’ 87’                                                               |
| 15-11-2016                                                            | Tunisi                                                                | Gabon                                                                 | 1 – 1                                                                 | Comore                                                                | Amichevole                                                            | -                                                                     |                                                                       |
| 24-3-2017                                                             | Mitsamiouli                                                           | Comore                                                                | 2 – 0                                                                 | Mauritius                                                             | Qual. Coppa d'Africa 2019                                             | -                                                                     |                                                                       |
| 28-3-2017                                                             | Belle Vue Maurel                                                      | Mauritius                                                             | 1 – 1                                                                 | Comore                                                                | Qual. Coppa d'Africa 2019                                             | 1                                                                     | 22’                                                                   |
| 10-6-2017                                                             | Lilongwe                                                              | Malawi                                                                | 1 – 0                                                                 | Comore                                                                | Qual. Coppa d'Africa 2019                                             | -                                                                     |                                                                       |
| 8-9-2018                                                              | Mitsamiouli                                                           | Comore                                                                | 1 – 1                                                                 | Camerun                                                               | Qual. Coppa d'Africa 2019                                             | 1                                                                     |                                                                       |
| 13-10-2018                                                            | Casablanca                                                            | Marocco                                                               | 1 – 0                                                                 | Comore                                                                | Qual. Coppa d'Africa 2019                                             | -                                                                     |                                                                       |
| 16-10-2018                                                            | Mitsamiouli                                                           | Comore                                                                | 2 – 2                                                                 | Marocco                                                               | Qual. Coppa d'Africa 2019                                             | 2                                                                     | 90’                                                                   |
| 17-11-2018                                                            | Moroni                                                                | Comore                                                                | 2 – 1                                                                 | Malawi                                                                | Qual. Coppa d'Africa 2019                                             | 1                                                                     | 78’                                                                   |
| 6-9-2019                                                              | Moroni                                                                | Comore                                                                | 1 – 1                                                                 | Togo                                                                  | Qual. Mondiali 2022                                                   | -                                                                     | 65’                                                                   |
| 10-9-2019                                                             | Lomé                                                                  | Togo                                                                  | 2 – 0                                                                 | Comore                                                                | Qual. Mondiali 2022                                                   | -                                                                     |                                                                       |
| 12-10-2019                                                            | Versailles                                                            | Comore                                                                | 1 – 0                                                                 | Guinea                                                                | Amichevole                                                            | 1                                                                     |                                                                       |
| 14-11-2019                                                            | Lomé                                                                  | Togo                                                                  | 0 – 1                                                                 | Comore                                                                | Qual. Coppa d'Africa 2021                                             | -                                                                     |                                                                       |
| 18-11-2019                                                            | Moroni                                                                | Comore                                                                | 0 – 0                                                                 | Egitto                                                                | Qual. Coppa d'Africa 2021                                             | -                                                                     |                                                                       |
| 11-10-2020                                                            | Tunisi                                                                | Comore                                                                | 2 – 1                                                                 | Libia                                                                 | Amichevole                                                            | -                                                                     | Cap. 90+2’                                                            |
| 11-11-2020                                                            | Nairobi                                                               | Kenya                                                                 | 1 – 1                                                                 | Comore                                                                | Qual. Coppa d'Africa 2021                                             | -                                                                     |                                                                       |
| 15-11-2020                                                            | Iconi                                                                 | Comore                                                                | 2 – 1                                                                 | Kenya                                                                 | Qual. Coppa d'Africa 2021                                             | 1                                                                     |                                                                       |
| 25-3-2021                                                             | Iconi                                                                 | Comore                                                                | 0 – 0                                                                 | Togo                                                                  | Qual. Coppa d'Africa 2021                                             | -                                                                     | Cap. 86’                                                              |
| 1-9-2021                                                              | Iconi                                                                 | Comore                                                                | 7 – 1                                                                 | Seychelles                                                            | Amichevole                                                            | 3                                                                     | 56’                                                                   |
| 7-9-2021                                                              | Iconi                                                                 | Comore                                                                | 1 – 0                                                                 | Burundi                                                               | Amichevole                                                            | -                                                                     |                                                                       |
| 13-11-2021                                                            | Sapanca                                                               | Comore                                                                | 2 – 0                                                                 | Sierra Leone                                                          | Amichevole                                                            | 2                                                                     |                                                                       |
| 10-1-2022                                                             | Yaoundé                                                               | Gabon                                                                 | 1 – 0                                                                 | Comore                                                                | Coppa d'Africa 2021 - 1º turno                                        | -                                                                     | Cap.                                                                  |
| 14-1-2022                                                             | Yaoundé                                                               | Marocco                                                               | 2 – 0                                                                 | Comore                                                                | Coppa d'Africa 2021 - 1º turno                                        | -                                                                     |                                                                       |
| 18-1-2022                                                             | Garoua                                                                | Ghana                                                                 | 2 – 3                                                                 | Comore                                                                | Coppa d'Africa 2021 - 1º turno                                        | 1                                                                     | Cap.                                                                  |
| 24-1-2022                                                             | Yaoundé                                                               | Camerun                                                               | 2 – 1                                                                 | Comore                                                                | Coppa d'Africa 2021 - Ottavi di finale                                | -                                                                     |                                                                       |
| 25-3-2022                                                             | Iconi                                                                 | Comore                                                                | 2 – 1                                                                 | Etiopia                                                               | Amichevole                                                            | -                                                                     |                                                                       |
| 3-6-2022                                                              | Iconi                                                                 | Comore                                                                | 2 – 0                                                                 | Lesotho                                                               | Qual. Coppa d'Africa 2023                                             | -                                                                     | Cap. 51’                                                              |
| 7-6-2022                                                              | Lusaka                                                                | Zambia                                                                | 2 – 1                                                                 | Comore                                                                | Qual. Coppa d'Africa 2023                                             | 1                                                                     | Cap. 90+1’                                                            |
| 22-9-2022                                                             | Croissy-sur-Seine                                                     | Comore                                                                | 0 – 1                                                                 | Tunisia                                                               | Amichevole                                                            | -                                                                     | Cap. 85’                                                              |
| 27-9-2022                                                             | Casablanca                                                            | Burkina Faso                                                          | 2 – 1                                                                 | Comore                                                                | Amichevole                                                            | -                                                                     | Cap.                                                                  |
| 7-6-2024                                                              | Soweto                                                                | Madagascar                                                            | 2 – 1                                                                 | Comore                                                                | Qual. Mondiali 2026                                                   | 1                                                                     | 71’                                                                   |
| 11-6-2024                                                             | Oujda                                                                 | Ciad                                                                  | 0 – 2                                                                 | Comore                                                                | Qual. Mondiali 2026                                                   | 1                                                                     | 73’                                                                   |
| 4-9-2024                                                              | El Jadida                                                             | Comore                                                                | 1 – 1                                                                 | Gambia                                                                | Qual. Coppa d'Africa 2025                                             | -                                                                     | 77’                                                                   |
| 9-9-2024                                                              | Tunisi                                                                | Madagascar                                                            | 1 – 1                                                                 | Comore                                                                | Qual. Coppa d'Africa 2025                                             | -                                                                     | 81’                                                                   |
| 18-11-2024                                                            | al-Hoseyma                                                            | Comore                                                                | 1 – 0                                                                 | Madagascar                                                            | Qual. Coppa d'Africa 2025                                             | -                                                                     | 58’                                                                   |
| Totale                                                                |                                                                       | Presenze                                                              | 42                                                                    |                                                                       | Reti (1º posto)                                                       | 19                                                                    |                                                                       |

### Record

#### Con la Stella Rossa
- Miglior marcatore straniero (83).[3]
- Miglior marcatore straniero in campionato (65).[28]
- Miglior marcatore straniero nelle competizioni europee (15).[29]

## Palmarès

### Club

#### Competizioni nazionali
- Ligue 2: 1

Le Havre: 2007-2008
- Campionato serbo: 5

Stella Rossa: 2017-2018, 2018-2019, 2019-2020, 2020-2021, 2021-2022
- Coppa di Serbia: 2

Stella Rossa: 2020-2021, 2021-2022
- Campionato cipriota: 1

APOEL: 2023-2024